# Arbérats-Sillègue
Arbérats-Sillègue är en kommun i departementet Pyrénées-Atlantiques i regionen Nouvelle-Aquitaine i sydvästra Frankrike. Kommunen ligger i kantonen Saint-Palais som tillhör arrondissementet Bayonne. År 2022 hade Arbérats-Sillègue 328 invånare.

## Befolkningsutveckling
Antalet invånare i kommunen Arbérats-Sillègue
| Referens: INSEE |